# Українсько-індонезійські відносини
Україна розглядає розвиток відносин з Республікою Індонезією як один із пріоритетних напрямів своєї зовнішньої політики в регіоні Південно-Східної Азії.
Індонезія є найбільшою мусульманською та четвертою за чисельністю населення країною світу (понад 245 млн жителів), відіграє провідну роль в інтеграційних процесах регіону: є одним з фундаторів та активних членів Асоціації держав Південно-Східної Азії (АСЕАН) та єдиною країною Південно-Східної Азії, що представлена у Великій двадцятці (G20).

### Історія двосторонніх відносин
У 1948 році Українська РСР як непостійний член Ради Безпеки ООН активно сприяла визнанню незалежності Індонезії.
Після здобуття незалежності Україною почався новий етап розвитку українсько-індонезійських відносин.
Республіка Індонезія визнала незалежність України 28 грудня 1991 р. 11 червня 1992 р. були встановлені дипломатичні відносини між Україною та Індонезією.
У квітні 1994 р. у Києві розпочала роботу передова група дипломатів Посольства Індонезії. У 1996 р. у столиці Індонезії м. Джакарті розпочало свою роботу Посольство України в Республіці Індонезія.
Від 26 червня 2023 р. Республіку Індонезію у відносинах з Україною представляв Посол пан Аріф Мухаммед Басалама.
Відповідно до Указу Президента України від 30 липня 2021 р. Послом України в Республіці Індонезія призначено В. І. Гамяніна.

### Політичний діалог
24-28.02.1996 р. — візит Міністра закордонних справ України Г. Й. Удовенка до Індонезії.
10-13.04.1996 р. — державний візит Президента України Л. Д. Кучми до Індонезії.
07-10.07.1996 р. — візит Міністра оборони і безпеки Індонезії в Україну.
28.01.2010 р. — зустріч Міністра закордонних справ України з Міністром закордонних справ Індонезії в рамках проведення Міжнародної конференції з питань врегулювання ситуації в Афганістані (м. Лондон).
27.03.2012 р. — зустріч Президентів України та Індонезії під час роботи 2-го Саміту з питань ядерної безпеки (м. Сеул).
23.09.2013 р. — зустріч Міністрів закордонних справ України та Індонезії в рамках 68-ї сесії ГА ООН (м. Нью-Йорк).
23-25.09.2013 р. — візит в Україну парламентської делегації на чолі з Головою Народної Консультативної Асамблеї Республіки Індонезія Сідарто Данусуброто.
05-06.08.2016 р. — державний візит Президента України П. О. Порошенка до Індонезії.
29.06.2022 р. — державний візит Президента Індонезії Джоко Відодо до України.
21.05.2023 р. — зустріч Президентів України та Індонезії під час роботи 49-го Саміту G7 (м. Хіросіма).
01.06.2024 р. — зустріч Президента України та Міністра оборони (і новообраний президент) Індонезії під час роботи Азійський саміт з безпеки «Діалог Шангрі-Ла» (м. Сінгапур).

## Співробітництво у рамках міжнародних організацій
Українська сторона підтримала кандидатуру Індонезії до Ради ООН з прав людини на 2011—2014 рр., а також погодилась з пропозицією індонезійської сторони про взаємний обмін підтримками кандидатур України та Індонезії на виборах до складу Ради ООН з прав людини на періоди 2018—2020 рр. та 2015—2017 рр. відповідно.
27 березня 2014 р. Республіка Індонезія підтримала проєкт резолюції «Територіальна цілісність України», який був проголосований у ході 68-ї сесії ГА ООН.
10 квітня 2014 р. у рамках 194-ї сесії Виконавчої Ради ЮНЕСКО (м. Париж) Індонезія підтримала запропонований Україною проєкт резолюції «Моніторинг з боку ЮНЕСКО ситуації в Автономній Республіці Крим».

## Договірно-правова база двосторонніх відносин
Кількість чинних документів: 18.
1. Спільне комюніке про встановлення дипломатичних відносин між Україною та Республікою Індонезія (11 червня 1992 р.).
2. Протокол між Україною та Республікою Індонезія про співробітництво в галузі вищої освіти (27 серпня 1994 р.).
3. Угода між Урядом України та Урядом Республіки Індонезія про економічне та технічне співробітництво (26 лютого 1996 р.).
4. Спільна декларація про принципи відносин і співробітництво між Україною і Республікою Індонезія (11 квітня 1996 р.).
5. Торговельна Угода між Урядом України і Урядом Республіки Індонезія (11 квітня 1996 р.).
6. Угода між Урядом України та Урядом Республіки Індонезія про сприяння та захист інвестицій (11 квітня 1996 р.).
7. Угода між Урядом України та Урядом Республіки Індонезія про уникнення подвійного оподаткування та попередження податкових ухилень стосовно податків на доходи (11 квітня 1996 р.).
8. Угода між Урядом України та Урядом Республіки Індонезія про повітряне сполучення (11 квітня 1996 р.).
9. Меморандум про взаєморозуміння між Міністерством оборони України та Міністерством оборони і безпеки Республіки Індонезія щодо співробітництва в галузі озброєнь та військової техніки, матеріально-технічного забезпечення і технічної допомоги (8 липня 1996 р.).
10. Угода між Міністерством промисловості і торгівлі Республіки Індонезія та Міністерством зовнішніх економічних зв‘язків і торгівлі України стосовно вжиття антидемпінгових заходів щодо прокату гарячекатаного в рулонах та не в рулонах походженням з України (25 травня 1998 р.).
11. Протокол про консультації і співробітництво між Міністерством закордонних справ України та Міністерством закордонних справ Республіки Індонезія (10 березня 2003 р.).
12. Меморандум про домовленості стосовно співробітництва та обміну інформацією між Національним банком України і Банком Республіки Індонезія (7 серпня 2003 р.).
13. Протокол першого спільного засідання Міжурядової українсько-індонезійської Комісії з питань економічного та технічного співробітництва (28 вересня 2005 р.).
14. Угода про співробітництво між містами-побратимами Києвом та Джакартою (21 червня 2007 р.).
15. Рамкова угода між Кабінетом Міністрів України та Урядом Республіки Індонезія про співробітництво у сфері дослідження та використання космічного простору в мирних цілях (6 листопада 2008 р.).
16. Протокол Другого спільного засідання Міжурядової українсько-індонезійської Комісії з економічного та технічного співробітництва (2 червня 2009 р.).
17. Угода про співробітництво між ТПП України та ТПП Республіки Індонезія (2 червня 2009 р.).
18. Меморандум про взаєморозуміння між Державною службою фінансового моніторингу України та Центром аналізу повідомлень про фінансові операції Республіки Індонезія щодо співробітництва в сфері обміну фінансовою інформацією, пов'язаною з відмиванням доходів, одержаних злочинним шляхом, та фінансування тероризму (10 липня 2012 р.).

## Торговельно-економічне співробітництво
Республіка Індонезія є одним з провідних торговельно-економічних партнерів України в Азії. Українсько-індонезійське торговельно-економічне співробітництво протягом останніх років розвивалось досить динамічно. Водночас, в силу негативних чинників у розвитку світової економіки та збільшення у 2012—2013 роках конкуренції на ринках країн, що розвиваються, відбулось скорочення обсягів як зовнішньоторговельного обороту, так і експортних поставок. За даними Держстату України, у 2013 р. загальний товарообіг між Україною та Індонезією склав 763,8 млн дол. США; експорт — 318,9 млн дол. США, імпорт — 444,9 млн дол. США [2].
За перші три квартали 2014 р. загальний товарообіг становив близько 340,8 млн дол. США (експорт — 146,6 млн дол. США, що на 45,8 % менше, ніж протягом 9 місяців 2013 р.; імпорт — 194,2 млн дол. США, що на 40,7 % менше у порівнянні з торішніми показниками).
Основні статті українського товарного експорту до Індонезії (за 9 місяців 2014 р.):
- чорні метали — 71,8 млн дол. США (50 % від загального обсягу експорту);
- зернові культури — 58,5 млн дол. США (40 %);
- яєчний порошок — 5,4 млн дол. США (3,7 %);
- борошно пшеничне — 2,7 млн дол. США (1,8 %).

Зменшення обсягів експорту відбулось через скорочення поставок продукції чорної металургії протягом червня — вересня 2014 р. у зв'язку із ескалацією конфлікту на Донбасі.
Основні статті імпорту з Індонезії (за 9 місяців 2014 р.):
- пальмова олія — 105,3 млн дол. США (54,2 % від загального обсягу українського імпорту з Індонезії);
- руди, шлаки і зола — 12,2 млн дол. США (6,3 %);
- друкована продукція — 9,0 млн дол. США (4,6 %);
- кава, чай — 4,2 млн дол. США (2,2 %);
- органічні хімічні сполуки — 3,8 млн дол. США (2,0 %);
- їстівні плоди та горіхи — 1,9 млн дол. США (1 %);
- ефірні олії — 1,8 млн дол. США (1 %).

Зменшення імпорту індонезійських товарів в Україну відбулось за рахунок скорочення поставок нікелевої руди та пальмової олії. Повна заборона на експорт сирих (необроблених) мінеральних ресурсів з Індонезії була запроваджена урядом Індонезії на початку 2014 р., тому поставки нікелевої руди у 2014 р. не відбувались.
Важливим механізмом розвитку двосторонньої співпраці в торговельно-економічній сфері є Міжурядова українсько-індонезійська Комісія з економічного та технічного співробітництва. Друге засідання Комісії відбулось 2 червня 2009 р. у м. Джакарті; третє засідання Комісії, згідно з двосторонніми домовленостями, має відбутись у м. Києві у 2015 р.
Індонезійська торгово-промислова палата відкриє своє представництво у Львові.

## Українсько-індонезійське науково-технічне співробітництво
Правовим підґрунтям українсько-індонезійського науково-технічного співробітництва є міжурядові угоди про економічне та технічне співробітництво (1996 р.), а також про співробітництво у сфері дослідження та використання космічного простору в мирних цілях (2008 р.).
Продовжується співпраця між відповідними установами та інститутами України та Індонезії у галузі дослідження та використання космічного простору у мирних цілях. Опрацьовується питання розширення контактів в аерокосмічній галузі, зокрема, підготовки відповідних наукових та інженерних кадрів в Україні, а також залучення професорсько-викладацького складу ВНЗ України для навчання фахівців національної аерокосмічної галузі Індонезії.
Існує інтерес індонезійської сторони до розвитку співробітництва з Україною у галузі ядерної енергетики.

## Культурно-гуманітарне співробітництво між Україною та Індонезією
Культурно-гуманітарне співробітництво між Україною та Індонезією переважно зосереджено у сфері освіти, науки та туризму.
У рамках індонезійської програми «Дармасісва» у 2013—2014 н.р. у вищих навчальних закладах Індонезії навчаються 7 українських студентів, які виявили бажання вивчати індонезійську мову. Індонезійська сторона висловлює побажання щодо збільшення кількості представників України.
Триває процес узгодження проєкту Угоди між Кабінетом Міністрів України та Урядом Республіки Індонезія щодо співробітництва у сфері освіти, яка покликана сприяти подальшій співпраці.
Значні перспективи має сфера туризму, зокрема, є зацікавленість з боку громадян Індонезії відвідувати Україну з туристичною метою. Завершення підготовки та підписання Угоди між Кабінетом Міністрів України та Урядом Республіки Індонезія про співробітництво у сфері туризму, сприятиме активізації двостороннього співробітництва у зазначеній галузі.
8 червня 2010 р. в м. Києві в Дипломатичній академії при МЗС України відбулося засідання українсько-індонезійського «круглого столу» з питань двосторонніх відносин та актуальних міжнародних проблем. Досягнуто домовленості поглиблювати співпрацю в сфері освіти шляхом обміну студентами та викладачами між Дипломатичною академією України та Центром з освіти та навчання МЗС Республіки Індонезія.